# Back at One
Back at One è il quinto album in studio del cantante statunitense Brian McKnight, pubblicato il 21 settembre 1999.

## Tracce
Testi e musiche di Brian McKnight, eccetto dove indicato..
1. Last Dance – 4:45 (Brian McKnight, Brandon Barnes)
2. Stay – 4:23
3. Played Yourself – 4:16 (Rodney Jerkins, Harvey Mason Jr., LaShawn Daniels, Fred Jerkins III, Brian McKnight)
4. Back at One – 4:20
5. Stay or Let It Go – 4:40 (Rodney Jerkins, Harvey Mason Jr., LaShawn Daniels, Fred Jerkins III, Brian McKnight)
6. 6, 8, 12 – 4:07 (Brian McKnight, Brandon Barnes)
7. You Could Be The One – 3:23 (Brian McKnight, Anthony Nance)
8. Shall We Begin – 3:59
9. Gothic Interlude – 1:00
10. Can You Read My Mind – 3:57 (Brian McKnight, Brandon Barnes)
11. Lonely – 4:26
12. Cherish – 4:05
13. Home – 4:22

## Classifiche

### Classifiche settimanali
| Classifica (1999-00) | Posizione massima |
| -------------------- | ----------------- |
| Canada               | 19                |
| Germania             | 41                |
| Paesi Bassi          | 55                |
| Stati Uniti          | 7                 |

### Classifiche di fine anno
| Classifica (1999) | Posizione |
| ----------------- | --------- |
| Stati Uniti       | 121       |
| Classifica (2000) | Posizione |
| Stati Uniti       | 48        |